# A Diósgyőri VTK 2012–2013-as szezonja
Ez a szócikk a Diósgyőri VTK 2012–2013-as szezonjáról szól, mely sorozatban a 2., összességében pedig a 47. idénye a csapatnak a magyar első osztályban. A klub fennállásának ekkor volt a 102. évfordulója. A szezon 2012 júliusában kezdődött, és 2013 júniusában ért véget.
A csapat új vezetőedzővel vágott neki az idénynek, Sisa Tibor személyében. A tréner 2008-tól, 2009-ig már irányította a miskolci csapatot.

## Játékoskeret
2012. szeptember 17-i állapot szerint.
| No. |     | Poszt | Játékos                 |
| --- | --- | ----- | ----------------------- |
| 26  | SRB | V     | Savo Raković            |
| 5   | CRO | V     | Igor Gal                |
| 6   | HUN | V     | Gohér Gergő             |
| 7   | ESP | KP    | Francisco León Gallardo |
| 8   | HUN | KP    | Takács Péter            |
| 10  | CMR | KP    | Mohamadou Abdouraman    |
| 11  | BRA | V     | Jeff Silva              |
| 12  | SVK | K     | Ribánszki László        |
| 13  | HUN | K     | Rakaczki Bence          |
| 14  | HUN | V     | Nagy Tamás              |
| 15  | HUN | V     | Vági András             |
| 17  | HUN | CS    | Rudolf Gergely          |

| No. |     | Poszt | Játékos          |
| --- | --- | ----- | ---------------- |
| 18  | HUN | KP    | Gosztonyi András |
| 20  | ESP | KP    | Fernando         |
| 83  | HUN | K     | Ambrusics Róbert |
| 23  | HUN | V     | Vadász Viktor    |
| 25  | HUN | KP    | Elek Ákos        |
| 27  | SVK | V     | Michal Hanek     |
| 28  | HUN | CS    | Tisza Tibor      |
| 77  | ESP | KP    | José Luque       |
| 1   | HUN | K     | Tajti Norbert    |
| 88  | FRA | CS    | L´Imam Seydi     |
| 91  | HUN | KP    | Bogáti Péter     |
| 92  | HUN | CS    | Bacsa Patrik     |

## Átigazolások

### Átigazolások nyáron
| No. |     | Poszt | Játékos                                                   |
| --- | --- | ----- | --------------------------------------------------------- |
| 8   | HUN | KP    | Takács Péter (Lombard Pápa, kölcsön után végleg)          |
| 11  | BRA | V     | Jeff Silva (Videoton, kölcsönbe)                          |
| 12  | SVK | K     | Ribánszki László (BFC Siófok)                             |
| 16  | HUN | KP    | Halgas Tibor (Kazincbarcika, lejárt a kölcsönszerződése)  |
| 17  | HUN | CS    | Rudolf Gergely                                            |
| 18  | HUN | KP    | Gosztonyi András (Videoton)                               |
| 19  | HUN | KP    | Szabó Péter (Kazincbarcika, lejárt a kölcsönszerződése)   |
| 22  | HUN | K     | Ambrusics Róbert                                          |
| 24  | HUN | CS    | Pál Szabolcs (BFC Siófok, lejárt a kölcsönszerződése)     |
| 25  | HUN | KP    | Elek Ákos (Videoton)                                      |
| 27  | SVK | V     | Michal Hanek (Kapfenberger SV)                            |
| 37  | SVK | KP    | Illés Richárd (Kazincbarcika, lejárt a kölcsönszerződése) |

| No. |     | Poszt | Játékos                                                   |
| --- | --- | ----- | --------------------------------------------------------- |
| 8   | HUN | KP    | Takács Péter (Lombard Pápa, kölcsön után végleg)          |
| 11  | BRA | V     | Jeff Silva (Videoton, kölcsönbe)                          |
| 12  | SVK | K     | Ribánszki László (BFC Siófok)                             |
| 16  | HUN | KP    | Halgas Tibor (Kazincbarcika, lejárt a kölcsönszerződése)  |
| 17  | HUN | CS    | Rudolf Gergely                                            |
| 18  | HUN | KP    | Gosztonyi András (Videoton)                               |
| 19  | HUN | KP    | Szabó Péter (Kazincbarcika, lejárt a kölcsönszerződése)   |
| 22  | HUN | K     | Ambrusics Róbert                                          |
| 24  | HUN | CS    | Pál Szabolcs (BFC Siófok, lejárt a kölcsönszerződése)     |
| 25  | HUN | KP    | Elek Ákos (Videoton)                                      |
| 27  | SVK | V     | Michal Hanek (Kapfenberger SV)                            |
| 37  | SVK | KP    | Illés Richárd (Kazincbarcika, lejárt a kölcsönszerződése) |

| No. |     | Poszt | Játékos                                  |
| --- | --- | ----- | ---------------------------------------- |
| 1   | CRO | K     | Ivan Radoš (Gəncə)                       |
| 8   | BOL | KP    | Vicente Arze (R. Charleroi)              |
| 16  | HUN | KP    | Halgas Tibor (Kazincbarcika)             |
| 17  | HUN | V     | Budovinszky Krisztián (Zalaegerszegi TE) |
| 19  | HUN | KP    | Szabó Péter (Ajka)                       |
| 21  | CMR | KP    | George Menougong                         |
| 24  | HUN | CS    | Pál Szabolcs (BFC Siófok)                |
| 37  | SVK | KP    | Illés Richárd (Putnok VSE)               |
| 75  | BRA | V     | Bernardo Frizoni (Zalaegerszegi TE)      |
| 98  | MAR | KP    | Youssef Sekour (Lombard Pápa, kölcsönbe) |
| 99  | HUN | KP    | Dobos Attila (Mezőkövesd-Zsóry)          |

| No. |     | Poszt | Játékos                                  |
| --- | --- | ----- | ---------------------------------------- |
| 1   | CRO | K     | Ivan Radoš (Gəncə)                       |
| 8   | BOL | KP    | Vicente Arze (R. Charleroi)              |
| 16  | HUN | KP    | Halgas Tibor (Kazincbarcika)             |
| 17  | HUN | V     | Budovinszky Krisztián (Zalaegerszegi TE) |
| 19  | HUN | KP    | Szabó Péter (Ajka)                       |
| 21  | CMR | KP    | George Menougong                         |
| 24  | HUN | CS    | Pál Szabolcs (BFC Siófok)                |
| 37  | SVK | KP    | Illés Richárd (Putnok VSE)               |
| 75  | BRA | V     | Bernardo Frizoni (Zalaegerszegi TE)      |
| 98  | MAR | KP    | Youssef Sekour (Lombard Pápa, kölcsönbe) |
| 99  | HUN | KP    | Dobos Attila (Mezőkövesd-Zsóry)          |

## Statisztikák
Utolsó elszámolt mérkőzés dátuma: 2013. június 2.

### Mérkőzések
| Lejátszott mérkőzések száma        | 40 (30 OTP Bank Liga, 4 Magyar kupa, 6 Ligakupa)         |
| Győzelmek száma                    | 13 (9 OTP Bank Liga, 2 Magyar kupa, 2 Ligakupa)          |
| Döntetlenek száma                  | 11 (11 OTP Bank Liga, 0 Magyar kupa, 0 Ligakupa)         |
| Vereségek száma                    | 16 (10 OTP Bank Liga, 2 Magyar kupa, 4 Ligakupa)         |
| Szerzett gólok száma               | 53                                                       |
| Kapott gólok száma                 | 58                                                       |
| Gólkülönbség                       | –5                                                       |
| Sárga lapok                        | 92                                                       |
| Kiállítások                        | 10                                                       |
| Legtöbbet figyelmeztetett játékos  | Michal Hanek (7 , 3 )                                    |
| Legnagyobb arányú győzelem         | Orosháza 0–7 Diósgyőr (2012. 09. 26.)                    |
| Legnagyobb arányú vereség          | Budapest Honvéd 4–0 Diósgyőr (2012. 11. 21.)             |
| Legmagasabb hazai nézőszám         | 10 000 néző, Diósgyőr 2–1 Újpest (2012. 07. 27.)         |
| Legmagasabb hazai nézőszám         | 10 000 néző, Diósgyőr 2–2 Ferencváros (2013. 04. 21.)    |
| Legalacsonyabb hazai nézőszám      | 1 000 néző, Diósgyőr 0–1 Debreceni VSC (2012. 11. 13.    |
| Legalacsonyabb hazai nézőszám      | 1 000 néző, Diósgyőr 1–2 Budapest Honvéd (2012. 11. 28.) |
| Legtöbbször pályára lépett játékos | Gohér Gergő (36 mérkőzés)                                |
| Házi gólkirály                     | Tisza Tibor (18 )                                        |
| Pontok                             | 50/120 (41,67%)                                          |

### Kiírások
| Kiírás        | Statisztikák | Statisztikák | Statisztikák | Statisztikák | Statisztikák | Statisztikák | Kezdő forduló | Végső forduló/ helyezés | Mérkőzések dátumai | Mérkőzések dátumai |
| Kiírás        | M            | GY           | D            | V            | LG–KG        | GK           | Kezdő forduló | Végső forduló/ helyezés | Első               | Utolsó             |
| ------------- | ------------ | ------------ | ------------ | ------------ | ------------ | ------------ | ------------- | ----------------------- | ------------------ | ------------------ |
| OTP Bank Liga | 30           | 9            | 11           | 10           | 31–39        | –8           | —             |                         | 2012. 07. 27.      | 2013. 06. 02.      |
| Magyar kupa   | 2            | 2            | 0            | 2            | 11–6         | +5           | 2. forduló    | Nyolcaddöntő            | 2012. 09. 26.      | 2012. 11. 28.      |
| Ligakupa      | 6            | 2            | 0            | 4            | 11–13        | –2           | Csoportkör    | Csoportkör              | 2012. 09. 05.      | 2012. 12. 05.      |

## OTP Bank Liga

### Mérkőzések
| 1. forduló 2012. július 27. 19:00 |

| Diósgyőr                                  | 2 – 1               | Újpest                                         |
| ----------------------------------------- | ------------------- | ---------------------------------------------- |
| Fernando 29' Seydi 65' Nagy 58' Gohér 83' | (1 – 1) Jegyzőkönyv | Vermes 42' Christ 24' Mihajlović 28' Aarab 38′ |

| DVTK-stadion, Miskolc Nézőszám: 10 000 Játékvezető: Németh Ádám (magyar) |

| 2. forduló 2012. augusztus 5. 18:30 |

| Budapest Honvéd                                             | 2 – 1               | Diósgyőr           |
| ----------------------------------------------------------- | ------------------- | ------------------ |
| Délczeg 17' Diaby 63' Johnson 30' Vidović 50' Faggyas 90+1' | (1 – 1) Jegyzőkönyv | Luque 34' Elek 75' |

| Bozsik József Stadion, Budapest Nézőszám: 3 000 Játékvezető: Andó-Szabó Sándor (magyar) |

| 3. forduló 2012. augusztus 11. 19:00 |

| Diósgyőr                           | 1 – 0               | Egri FC                  |
| ---------------------------------- | ------------------- | ------------------------ |
| Seydi 46' Tisza 53' Abdouraman 64' | (0 – 0) Jegyzőkönyv | Pavičević 53' Kovács 86' |

| DVTK-stadion, Miskolc Nézőszám: 6 000 Játékvezető: Böcskei Balázs (magyar) |

| 4. forduló 2012. augusztus 18. 14:00 |

| Haladás            | 0 – 0               | Diósgyőr                                                             |
| ------------------ | ------------------- | -------------------------------------------------------------------- |
| Fehér 44' Nagy 89' | (0 – 0) Jegyzőkönyv | Gosztonyi 21' Vági 23' Gohér 54' Elek 64' Seydi 74' Abdouraman 90+2' |

| Rohonci út, Szombathely Nézőszám: 5 000 Játékvezető: Kassai Viktor (magyar) |

| 5. forduló 2012. augusztus 25. 20:45 |

| Diósgyőr                             | 2 – 1               | BFC Siófok              |
| ------------------------------------ | ------------------- | ----------------------- |
| Fernando 54' Bacsa 67' Gosztonyi 41' | (0 – 1) Jegyzőkönyv | Pál 21' Mogyorósi 90+1' |

| DVTK-stadion, Miskolc Nézőszám: 8 000 Játékvezető: Berger József (magyar) |

| 6. forduló 2012. szeptember 1. 14:00 |

| Diósgyőr                 | 0 – 3               | Győri ETO                                 |
| ------------------------ | ------------------- | ----------------------------------------- |
| Jeff Silva 68' Hanek 80′ | (0 – 1) Jegyzőkönyv | Koltai 41' 56' 65' Pátkai 50' Nicorec 83' |

| DVTK-stadion, Miskolc Nézőszám: 6 000 Játékvezető: Szabó Zsolt (magyar) |

| 7. forduló 2012. szeptember 15. 14:00 |

| Videoton                              | 0 – 0               | Diósgyőr                                 |
| ------------------------------------- | ------------------- | ---------------------------------------- |
| Stopira 29' Caneira 57' Torghelle 81' | (0 – 0) Jegyzőkönyv | Takács 8' Vági 26' Ribánszki 78' Gal 81' |

| Sóstói Stadion, Székesfehérvár Nézőszám: 3 500 Játékvezető: Oláh Gábor (magyar) |

| 8. forduló 2012. szeptember 21. 19:00 |

| Diósgyőr                        | 1 – 0               | Paksi FC                          |
| ------------------------------- | ------------------- | --------------------------------- |
| Bacsa 4' Gosztonyi 39' Elek 66' | (1 – 0) Jegyzőkönyv | Lázok 35' Kulcsár 67' Fiola 90+3' |

| DVTK-stadion, Miskolc Nézőszám: 7 000 Játékvezető: Bognár Tamás (magyar) |

| 9. forduló 2012. szeptember 30. 16:30 |

| Ferencváros                       | 2 – 0               | Diósgyőr                                             |
| --------------------------------- | ------------------- | ---------------------------------------------------- |
| Böde 70' Perić 90+2' 87' Sváb 59' | (0 – 0) Jegyzőkönyv | Gosztonyi 7' Bacsa 11' Takács 26' Gohér 70' Vági 82' |

| Albert Flórián Stadion, Budapest Nézőszám: 5 400 Játékvezető: Becséri Dániel (magyar) |

| 10. forduló 2012. október 5. 19:00 |

| Diósgyőr                                                 | 2 – 1               | MTK Budapest                                 |
| -------------------------------------------------------- | ------------------- | -------------------------------------------- |
| Tisza 10' Elek 66' Takács 21' Vadász 40′ Ribánszki 90+1' | (1 – 1) Jegyzőkönyv | Kanta 41' (11-esből) 20' Csiki 45' Wolfe 47' |

| DVTK-stadion, Miskolc Nézőszám: 8 000 Játékvezető: Farkas Ádám (magyar) |

| 11. forduló 2012. október 21. 16:30 |

| Debreceni VSC             | 2 – 0               | Diósgyőr                         |
| ------------------------- | ------------------- | -------------------------------- |
| Yannick 24' Coulibaly 77' | (1 – 0) Jegyzőkönyv | Elek 20' Hanek 42' Ribánszki 78' |

| Oláh Gábor utca, Debrecen Nézőszám: 9 500 Játékvezető: Szabó Zsolt (magyar) |

| 12. forduló 2012. október 27. 16:00 |

| Diósgyőr                 | 0 – 1               | Kaposvári Rákóczi         |
| ------------------------ | ------------------- | ------------------------- |
| Hanek 30' Abdouraman 32' | (0 – 0) Jegyzőkönyv | Horváth T. 87' Balázs 37' |

| DVTK-stadion, Miskolc Nézőszám: 7 000 Játékvezető: Berger József (magyar) |

| 13. forduló 2012. november 2. 17:00 |

| Kecskeméti TE                       | 1 – 1               | Diósgyőr                        |
| ----------------------------------- | ------------------- | ------------------------------- |
| Savić 49' Luis Ramos 11' Salami 82' | (0 – 1) Jegyzőkönyv | Tisza 25' 85' Vági 36' Elek 78' |

| Széktói Stadion, Kecskemét Nézőszám: 2 500 Játékvezető: Andó-Szabó Sándor (magyar) |

| 14. forduló 2012. november 9. 17:00 |

| Diósgyőr                                                   | 1 – 1               | Pécsi MFC                                          |
| ---------------------------------------------------------- | ------------------- | -------------------------------------------------- |
| Luque 88' (11-esből) 24' Fernando 64' Hanek 71' Rudolf 90' | (0 – 0) Jegyzőkönyv | Wittrédi 66' Okoronkwo 79' Panikvar 86' Grumić 87' |

| DVTK-stadion, Miskolc Nézőszám: 5 000 Játékvezető: Kassai Viktor (magyar) |

| 15. forduló 2012. november 16. 17:00 |

| Lombard Pápa                                                     | 2 – 2               | Diósgyőr                                                                         |
| ---------------------------------------------------------------- | ------------------- | -------------------------------------------------------------------------------- |
| Marić 61' (11-esből) 90+4' (11-esből) Rodenbücher 24' Sekour 44' | (0 – 2) Jegyzőkönyv | Tisza 25' (11-esből) 30' (11-esből) Nagy 55′ Gosztonyi 67′ Tajti 83' Hanek 90+3′ |

| Perutz Stadion, Pápa Nézőszám: 1 500 Játékvezető: Iványi Zoltán (magyar) |

| 16. forduló 2012. november 25. 16:30 |

| Újpest                                                      | 1 – 1               | Diósgyőr                                                            |
| ----------------------------------------------------------- | ------------------- | ------------------------------------------------------------------- |
| Moraes 19' Vermes 43' Vasiljević 50' Christ 83' Simon 90+2' | (1 – 0) Jegyzőkönyv | Tisza 66' Takács 7' Rudolf 29' Csirszki 78' Bogáti 83' Gallardo 86' |

| Szusza Ferenc Stadion, Budapest Nézőszám: 3 612 Játékvezető: Solymosi Péter (magyar) |

| 17. forduló 2012. december 1. 18:30 |

| Diósgyőr                                             | 3 – 1               | Budapest Honvéd                                                                   |
| ---------------------------------------------------- | ------------------- | --------------------------------------------------------------------------------- |
| Jeff Silva 2' Gohér 82' 82' Bacsa 90+3' Gallardo 89' | (1 – 0) Jegyzőkönyv | Délczeg 82' (11-esből) Vécsei 13' Diarra 60' Ignjatović 64' Baráth 71′ Tandia 79′ |

| DVTK-stadion, Miskolc Nézőszám: 6 000 Játékvezető: Vad II. István (magyar) |

| 18. forduló 2013. március 1. 19:00 |

| Egri FC                                                                  | 0 – 1               | Diósgyőr            |
| ------------------------------------------------------------------------ | ------------------- | ------------------- |
| Piller 27' Farkas 40' Vidović 57' Albert 67' Raković 84' Mecinović 90+1' | (0 – 1) Jegyzőkönyv | Tisza 17' Luque 45' |

| Ligeti Stadion, Vác Nézőszám: 800 Játékvezető: Kassai Viktor (magyar) |

| 19. forduló 2013. március 9. 14:00 |

| Diósgyőr                                             | 1 – 1               | Haladás                                                                |
| ---------------------------------------------------- | ------------------- | ---------------------------------------------------------------------- |
| Luque 22' Ribánszki 11' Gosztonyi 61' Abdouraman 88' | (1 – 1) Jegyzőkönyv | Halmosi 12' (11-esből) 77' Devecseri 22' Fehér 34' Tóth 49' Kalász 63' |

| DVTK-stadion, Miskolc Nézőszám: 4 597 Játékvezető: Andó-Szabó Sándor (magyar) |

| 20. forduló 2013. április 16. 16:00 |

| BFC Siófok                                       | 3 – 0               | Diósgyőri  |
| ------------------------------------------------ | ------------------- | ---------- |
| Dajić 32' Fehér 58' 69' Máté 74' Gál 59' Pál 63' | (1 – 0) Jegyzőkönyv | Vadász 65' |

| Révész Géza utca, Siófok Nézőszám: 200 Játékvezető: Bognár Tamás (magyar) |

- Elhalasztott mérkőzés.

| 21. forduló 2013. március 31. 18:30 |

| Győri ETO            | 2 – 0               | Diósgyőr                          |
| -------------------- | ------------------- | --------------------------------- |
| Varga 18' Völgyi 68' | (1 – 0) Jegyzőkönyv | Elek 6′, 85′ Takács 20' Kádár 67' |

| ETO Park, Győr Nézőszám: 2 500 Játékvezető: Solymosi Péter (magyar) |

| 22. forduló 2013. április 7. 18:30 |

| Diósgyőr                                                         | 2 – 1               | Videoton                                                        |
| ---------------------------------------------------------------- | ------------------- | --------------------------------------------------------------- |
| Luque 10' 59' Fernando 22' Gosztonyi 67' Ribánszki 75' Gohér 86' | (2 – 0) Jegyzőkönyv | Nikolics 80' Oliveira 59' Juhász 65' Caneira 90+1' Brachi 90+4' |

| DVTK-stadion, Miskolc Nézőszám: 4 315 Játékvezető: Szabó Zsolt (magyar) |

| 23. forduló 2013. április 12. 19:00 |

| Paksi FC                       | 1 – 0               | Diósgyőr  |
| ------------------------------ | ------------------- | --------- |
| Tököli 11' Szabó 49' Fiola 89′ | (1 – 0) Jegyzőkönyv | Luque 48' |

| Fehérvári úti stadion, Paks Nézőszám: 1 600 Játékvezető: Vad II. István (magyar) |

| 24. forduló 2013. április 21. 16:30 |

| Diósgyőr                         | 2 – 2               | Ferencváros                                                                        |
| -------------------------------- | ------------------- | ---------------------------------------------------------------------------------- |
| Seydi 13' 73' Gohér 69' Vági 82' | (1 – 2) Jegyzőkönyv | Jenner 7' 22' Gyömbér 43' Alempijević 12' Čukić 19' Sváb 31' Böde 70' Leonardo 78' |

| DVTK-stadion, Miskolc Nézőszám: 10 000 Játékvezető: Solymosi Péter (magyar) |

| 25. forduló 2013. április 27. 14:00 |

| MTK Budapest                                 | 2 – 0               | Diósgyőr             |
| -------------------------------------------- | ------------------- | -------------------- |
| Vass 41' Balajti 87' Tischler 51' Zsidai 60' | (1 – 0) Jegyzőkönyv | Takács 62' Hanek 67' |

| Hidegkuti Nándor Stadion, Budapest Nézőszám: 1 200 Játékvezető: Vad II. István (magyar) |

| 26. forduló 2013. május 4. 14:00 |

| Diósgyőr                                                          | 3 – 3               | Debreceni VSC                                                 |
| ----------------------------------------------------------------- | ------------------- | ------------------------------------------------------------- |
| Fernando 40' Luque 77' (11-esből) 81' Gallardo 81' 81' Takács 79' | (1 – 1) Jegyzőkönyv | Kulcsár 23' Coulibaly 62' 89' Bódi 66' Luis Ramos 5' Máté 30' |

| DVTK-stadion, Miskolc Nézőszám: 3 500 Játékvezető: Kassai Viktor (magyar) |

| 27. forduló 2013. május 10. 19:00 |

| Kaposvári Rákóczi                                                      | 1 – 1               | Diósgyőr                                                    |
| ---------------------------------------------------------------------- | ------------------- | ----------------------------------------------------------- |
| Vági 50' (öngól) Bőle 23' Kovács 66' Zámbó 71' Okuka 85' Šafarić 90+2' | (0 – 1) Jegyzőkönyv | Fernando 31' 90+2' Hanek 48' Bacsa 59' Takács 80' Seydi 90' |

| Rákóczi Stadion, Kaposvár Nézőszám: 2 500 Játékvezető: Bognár Tamás (magyar) |

| 28. forduló 2013. május 19. 16:30 |

| Diósgyőr                                                         | 2 – 1               | Kecskeméti TE                                        |
| ---------------------------------------------------------------- | ------------------- | ---------------------------------------------------- |
| Gohér 77' Luque 82' (11-esből) Ribánszki 23' Kádár 39' Seydi 88' | (0 – 1) Jegyzőkönyv | Rajczi 23' Díaz 31' Nagy 33' Antal 81′ Mogyorósi 90' |

| DVTK-stadion, Miskolc Nézőszám: 4 087 Játékvezető: Németh Ádám (magyar) |

| 29. forduló 2013. május 27. 18:30 |

| Pécsi MFC                                   | 2 – 1               | Diósgyőr   |
| ------------------------------------------- | ------------------- | ---------- |
| Grumić 1' Szatmári 19' Koller 81' Uzoma 87' | (2 – 0) Jegyzőkönyv | Rudolf 46' |

| PMFC Stadion, Pécs Nézőszám: 600 Játékvezető: Berger József (magyar) |

| 30. forduló 2013. június 2. 16:30 |

| Diósgyőr                                   | 1 – 1               | Lombard Pápa                        |
| ------------------------------------------ | ------------------- | ----------------------------------- |
| Kádár 90' Fernando 4' Luque 52' Vadász 59' | (0 – 0) Jegyzőkönyv | Griffiths 83' Tóth G. 52' Dóczi 89′ |

| DVTK-stadion, Miskolc Nézőszám: 7 715 Játékvezető: Andó-Szabó Sándor (magyar) |

### A végeredmény
| #   | Csapat                | M  | GY | D  | V  | G+ – G– | GK  | P  | Megjegyzések                                   |
| --- | --------------------- | -- | -- | -- | -- | ------- | --- | -- | ---------------------------------------------- |
| 1.  | Győri ETO (B)         | 30 | 19 | 7  | 4  | 57–33   | +24 | 64 | 2013–2014-es Bajnokok Ligája – 2. selejtezőkör |
| 2.  | Videoton (I)          | 30 | 16 | 6  | 8  | 52–24   | +28 | 54 | 2013–2014-es Európa-liga – 1. selejtezőkör     |
| 3.  | Budapest Honvéd (I)   | 30 | 15 | 7  | 8  | 50–36   | +14 | 52 | 2013–2014-es Európa-liga – 1. selejtezőkör     |
| 4.  | MTK BudapestÚ         | 30 | 15 | 6  | 9  | 43–30   | +13 | 51 |                                                |
| 5.  | Ferencváros           | 30 | 13 | 10 | 7  | 51–36   | +15 | 49 |                                                |
| 6.  | Debreceni VSCCV (KGY) | 30 | 14 | 4  | 12 | 47–36   | +11 | 46 | 2013–2014-es Európa-liga – 2. selejtezőkör1    |
| 7.  | Kecskeméti TE         | 30 | 12 | 8  | 10 | 42–42   | 0   | 44 |                                                |
| 8.  | Haladás               | 30 | 11 | 11 | 8  | 36–27   | +9  | 44 |                                                |
| 9.  | Újpest                | 30 | 11 | 8  | 11 | 40–42   | −2  | 41 |                                                |
| 10. | Diósgyőr              | 30 | 9  | 11 | 10 | 31–39   | −8  | 38 |                                                |
| 11. | Kaposvári Rákóczi     | 30 | 10 | 7  | 13 | 35–38   | −3  | 37 |                                                |
| 12. | Pécsi MFC             | 30 | 10 | 7  | 13 | 33–44   | −11 | 37 |                                                |
| 13. | Paksi FC              | 30 | 8  | 11 | 11 | 40–38   | +2  | 35 |                                                |
| 14. | Lombard Pápa          | 30 | 7  | 7  | 16 | 26–46   | −20 | 28 |                                                |
| 15. | BFC Siófok (K)        | 30 | 7  | 4  | 19 | 31–61   | −30 | 25 | NB II                                          |
| 16. | Egri FCÚ (K)          | 30 | 3  | 6  | 21 | 25–67   | −42 | 15 | NB II                                          |

Forrás: MLSZ adatbank 
A rangsorolás alapszabályai: 1. összpontszám, 2. győzelmek száma, 3. gólkülönbség, 4. szerzett gólok száma, 5. egymás elleni eredmények összpontszáma,  6. egymás elleni eredmények gólkülönbsége, 7. egymás elleni eredmények szerzett góljainak száma, 8. egymás elleni eredmények idegenben szerzett góljainak száma.
1 A Debreceni VSC a 2013–14-es Európa-liga 2. selejtezőkörében indulhat, kupagyőztesként.
(B): Bajnokcsapat, (K): Kieső csapat, (F): Feljutó csapat, (I): Kupainduló, (R): A rájátszás győztese, (KGY): Kupagyőztes

### Eredmények összesítése
Az alábbi táblázatban összesítve szerepelnek a Diósgyőri VTK 2012/13-as bajnokságban elért eredményei.
| Ősz/tavasz (forduló)    | Otthon | Otthon | Otthon | Otthon | Otthon | Otthon | Otthon | Idegenben | Idegenben | Idegenben | Idegenben | Idegenben | Idegenben | Idegenben |
| Ősz/tavasz (forduló)    | M      | GY     | D      | V      | LG–KG  | GK     | P      | M         | GY        | D         | V         | LG–KG     | GK        | P         |
| ----------------------- | ------ | ------ | ------ | ------ | ------ | ------ | ------ | --------- | --------- | --------- | --------- | --------- | --------- | --------- |
| Őszi szezon (1–17.)     | 9      | 6      | 1      | 2      | 12–9   | +3     | 19     | 8         | 0         | 5         | 3         | 5–10      | –5        | 5         |
| Tavaszi szezon (18–30.) | 6      | 2      | 4      | 0      | 11–9   | +2     | 10     | 7         | 1         | 1         | 5         | 3–11      | –8        | 4         |
| Összesen (1–30.)        | 15     | 8      | 5      | 2      | 23–18  | +5     | 29     | 15        | 1         | 6         | 8         | 8–21      | –13       | 9         |

### Helyezések fordulónként
| Forduló  | 1  | 2 | 3  | 4 | 5  | 6 | 7 | 8  | 9 | 10 | 11 | 12 | 13 | 14 | 15 | 16 | 17 | 18 | 19 | 20 | 21 | 22 | 23 | 24 | 25 | 26 | 27 | 28 | 29 | 30 |
| -------- | -- | - | -- | - | -- | - | - | -- | - | -- | -- | -- | -- | -- | -- | -- | -- | -- | -- | -- | -- | -- | -- | -- | -- | -- | -- | -- | -- | -- |
| Helyszín | O  | I | O  | I | O  | O | I | O  | I | O  | I  | O  | I  | O  | I  | I  | O  | I  | O  | I  | I  | O  | I  | O  | I  | O  | I  | O  | I  | O  |
| Eredmény | GY | V | GY | D | GY | V | D | GY | V | GY | V  | V  | D  | D  | D  | D  | GY | GY | D  | V  | V  | GY | V  | D  | V  | D  | D  | GY | V  | D  |
| Helyezés | 5  | 7 | 4  | 6 | 6  | 6 | 6 | 6  | 6 | 4  | 4  | 8  | 7  | 8  | 9  | 9  | 7  | 6  | 7  | 7  | 7  | 6  | 9  | 10 | 12 | 11 | 11 | 10 | 10 | 10 |

Helyszín: O = Otthon; I = Idegenben. Eredmény: GY = Győzelem; D = Döntetlen; V = Vereség.

## Magyar kupa
2. forduló
| 2012. szeptember 26. 15:30 |

| Orosháza  | 0 – 7               | Diósgyőr                                                                |
| --------- | ------------------- | ----------------------------------------------------------------------- |
| Lupsa 33' | (0 – 2) Jegyzőkönyv | Vadász 6' Seydi 39' 62' 63' Gosztonyi 57' Tisza 77' Bacsa 78' Hanek 43' |

| Mátrai Sándor Stadion, Orosháza Nézőszám: zárt kapuk mögött Játékvezető: Veizer Roland (magyar) |

Továbbjutott a Diósgyőr, 7–0-s összesítéssel.
3. forduló
| 2012. október 30. 12:30 |

| Velence (Megye I)     | 0 – 3               | Diósgyőr                                       |
| --------------------- | ------------------- | ---------------------------------------------- |
| Bakos 16' Kellner 59' | (0 – 0) Jegyzőkönyv | Luque 59' (11-esből) Tisza 64' 90+1' Gohér 72' |

| Velencei Sportpálya, Velence Nézőszám: 500 Játékvezető: Barna Gábor (magyar) |

Továbbjutott a Diósgyőr, 3–0-s összesítéssel.
Nyolcaddöntő
| 2012. november 21. 18:00 |

| Budapest Honvéd                                         | 4 – 0               | Diósgyőr                                       |
| ------------------------------------------------------- | ------------------- | ---------------------------------------------- |
| Ignjatović 67' Baráth 83' Vernes 88' 90+2' 85' Hidi 81' | (0 – 0) Jegyzőkönyv | Vági 59' Takács 66' Tisza 68' Jeff Silva 90+2′ |

| Bozsik József Stadion, Budapest Nézőszám: 500 Játékvezető: Takács János (magyar) |

| 2012. november 28. 18:00 |

| Diósgyőr                 | 1 – 2               | Budapest Honvéd                              |
| ------------------------ | ------------------- | -------------------------------------------- |
| Tisza 45' Abdouraman 75' | (1 – 1) Jegyzőkönyv | Faggyas 18' Vernes 54' Vécsei 7' Vidović 82' |

| DVTK-stadion, Miskolc Nézőszám: 1 000 Játékvezető: Szőts Gergely (magyar) |

Továbbjutott a Budapest Honvéd, 6–1-es összesítéssel.

## Ligakupa

### Csoportkör (E csoport)
| 1. forduló 2012. szeptember 5. 18:00 |

| Diósgyőr                                                      | 3 – 2               | Újpest                                                              |
| ------------------------------------------------------------- | ------------------- | ------------------------------------------------------------------- |
| Tisza 26' 69' 79' Vági 46' Bogáti 49′ Csirszki 73' Nagy 90+1' | (1 – 0) Jegyzőkönyv | Horváth 81' 90+1' (11-esből) Proesmans 63' Horváth 73' Kálmán 90+2' |

| DVTK-stadion, Miskolc Nézőszám: 1 400 Játékvezető: Szőts Gergely (magyar) |

| 2. forduló 2012. szeptember 8. 16:00 |

| Debreceni VSC                                                                                  | 5 – 2               | Diósgyőr                    |
| ---------------------------------------------------------------------------------------------- | ------------------- | --------------------------- |
| Czvitkovics 40' 89' Sidibe 56' 86' Szűcs 61' Kulcsár 76' Šimac 18' Spitzmüller 23' Bernáth 44' | (1 – 1) Jegyzőkönyv | Tisza 36' Bacsa 79' Gal 34' |

| Oláh Gábor utca, Debrecen Nézőszám: 1 500 Játékvezető: Németh Ádám (magyar) |

| 3. forduló 2012. október 10. 17:00 |

| Diósgyőr                                                     | 3 – 0               | Egri FC                 |
| ------------------------------------------------------------ | ------------------- | ----------------------- |
| Gohér 48' Tisza 62' (11-esből) 82' 59' Csirszki 41' Nagy 80' | (0 – 0) Jegyzőkönyv | Pavičević 9' Hamouz 61' |

| DVTK-stadion, Miskolc Nézőszám: 1 200 Játékvezető: Böcskei Balázs (magyar) |

| 4. forduló 2012. október 13. 14:00 |

| Egri FC                                                               | 2 – 1               | Diósgyőr                                                 |
| --------------------------------------------------------------------- | ------------------- | -------------------------------------------------------- |
| Knakal 19' Preklet 63' Pisanjuk 55' Albert 65' Piller 77' Sztankó 82' | (1 – 1) Jegyzőkönyv | Tisza 29' Gosztonyi 13' Hanek 33' Fernando 41' Luque 77' |

| Szentmarjay Tibor Stadion, Eger Nézőszám: 300 Játékvezető: Kovács J. Zoltán (magyar) |

| 5. forduló 2012. november 13. 17:00 |

| Diósgyőr | 0 – 1               | Debreceni VSC |
| -------- | ------------------- | ------------- |
|          | (0 – 1) Jegyzőkönyv | Kulcsár 15'   |

| DVTK-stadion, Miskolc Nézőszám: 1 000 Játékvezető: Erdős József (magyar) |

| 6. forduló 2012. december 5. 15:00 |

| Újpest                                     | 3 – 2               | Diósgyőr                       |
| ------------------------------------------ | ------------------- | ------------------------------ |
| Kovács 35' Mihajlović 37' 87' 39' Erős 71' | (2 – 0) Jegyzőkönyv | Nagy 59' Tisza 90+2' Hanek 13′ |

| Szusza Ferenc Stadion, Budapest Nézőszám: 150 Játékvezető: Becséri Dániel (magyar) |

### Az E csoport végeredménye
| Csapat        | M | Gy | D | V | G+ | G– | Gk | P  |
| ------------- | - | -- | - | - | -- | -- | -- | -- |
| Debreceni VSC | 6 | 4  | 0 | 2 | 13 | 6  | +7 | 12 |
| Egri FC       | 6 | 4  | 0 | 2 | 13 | 9  | +4 | 12 |
| Diósgyőr      | 6 | 2  | 0 | 4 | 11 | 13 | –2 | 6  |
| Újpest        | 6 | 2  | 0 | 4 | 9  | 18 | –9 | 6  |

## Játékosmozgás 2012 nyarán
| Érkezett: - Ribánszki László (BFC Siófok) - Takács Péter (Lombard FC Pápa) - Gosztonyi András (Videoton FC) - Michal Hanek (Kapfenberger SV) - Elek Ákos (Videoton FC) - Ambrusics Róbert (Cambridge United) - Jeff Silva (Videoton FC, kölcsönbe) - Rudolf Gergely (Genoa CFC) | Távozott: - Budovinszky Krisztián (Zalaegerszegi TE) - Pál Szabolcs (BFC Siófok, kölcsön után végleg) - Dobos Attila (Mezőkövesd-Zsóry SE) - Bernardo Frizoni (ZTE FC) - Ivan Rados (Kapaz PFC Ganja, kölcsönbe) - George Menougong (Kazincbarcika SC) - Vicente Arze (RSC Sporting de Charleroi) - Youssef Sekour (Lombard FC Pápa, kölcsönbe) |

## Játékosmozgás 2012/13 telén
| Érkezett: - Kádár Tamás (Roda JC, kölcsönbe) | Távozott: - Jeff Silva (Videoton FC, kölcsönből vissza) - Igor Gal - Savo Raković (Egri FC) - Halgas Tibor - Bogáti Péter (Kazincbarcika SC, kölcsönbe) |